# IC 5102
IC 5102 је лентикуларна галаксија у сазвјежђу Паун која се налази на листи објеката дубоког неба у Индекс каталогу.
Деклинација објекта је - 73° 18' 36" а ректасцензија 21h 26m 13,4s. Привидна величина (магнитуда) објекта IC 5102 износи 13,8 а фотографска магнитуда 14,8. IC 5102 је још познат и под ознакама ESO 47-30, PGC 66751.